# Docteur Sylvestre
Docteur Sylvestre este un film serial de 25 episoade a câte 90 minute, create de Laurence Bachman și Ariane Heyrauden și difuzate pe postul francez France 3.

## Sinopsis
Doctorul Pierre Sylvestre este un bun șef de clinică. El decide să părăsească totul pentru a se consacra ca doctor de provincie.

## Distribuție
- Jérôme Anger : Docteur Pierre Sylvestre
- Maria Pacôme : Mlle Raynal
- Marthe Villalonga : Hélène Danton
- Alexandre Pottier : Matthieu
- Jean-Marie Verselle : Episode : "Un Esprit Clairvoyant" (1996)
- Jules Sitruk

## Episoade
1. Un homme en colère
2. Silence hôpital
3. Le Choix d'une vie
4. D'origine inconnue
5. Condamné à vivre
6. Une retraite dorée
7. Un esprit clairvoyant
8. Les Pièges de Saturne
9. La Vie entre quatre murs
10. Programme de substitution
11. Premières ex-aequo
12. Mémoire blanche
13. Zone dangereuse
14. Écorchée vive
15. Lycée en crise
16. Cadences infernales
17. Papa dort
18. Le Don d'un frère
19. In extremis
20. Pour l'exemple
21. Maladie d'amour
22. Café frappé
23. Le Prix de l'excellence
24. Le Secret de Marc
25. Apparences trompeuses